# Polyrhachis curta
Polyrhachis curta é uma espécie de formiga do gênero Polyrhachis, pertencente à subfamília Formicinae.